# Microschmidtia chelazii
Microschmidtia chelazii är en insektsart som beskrevs av Baccetti 1985. Microschmidtia chelazii ingår i släktet Microschmidtia och familjen Euschmidtiidae. Inga underarter finns listade i Catalogue of Life.